# Windows Server 2012
Windows Server 2012 es un sistema operativo destinado a servidores lanzado por Microsoft. Es la versión para servidores de Windows 8 y es el sucesor de Windows Server 2008 R2. El software está disponible para los consumidores desde el 4 de septiembre de 2012.
Un sucesor fue lanzado el 18 de octubre de 2013, titulado Windows Server 2012 R2. Microsoft finalizó su soporte extendido para Windows Server 2012 el 10 de octubre de 2023.
A diferencia de su predecesor, Windows Server 2012  no tiene soporte para computadoras con procesadores Intel Itanium y se venden cuatro ediciones. Se han agregado o mejorado algunas características comparado con Windows Server 2008 R2, como una actualización de Hyper-V, un rol de administración de direcciones IP, una nueva versión del Administrador de Tareas de Windows, y se presenta un nuevo sistema de archivos: ReFS.

## Historia
Originalmente Microsoft se refería a la versión en desarrollo por su nombre clave: Windows Server 8. No obstante, desde el 17 de abril de 2012 la compañía anunció que el nombre final del producto sería Windows Server 2012.
La primera beta de Windows Server 2012 fue la llamada Developer Preview, destinada a los desarrolladores, únicamente disponible para suscriptores de MSDN. Desde entonces ya estaba presente la interfaz de usuario Metro así como el nuevo Administrador de Servidores (la aplicación gráfica usada para administración de servidores) además de otras nuevas características. El 16 de febrero de 2012 Microsoft anunció que la edición Developer Preview, una vez instalada cierta actualización, expiraría el 15 de enero de 2013 en lugar de la fecha prevista inicialmente del 8 de abril de 2012. La construcción 8180 se lanzó el 13 de enero de 2012 y contenía algunas revisiones a la interfaz del Administrador de Servidores y los Espacios de Almacenamiento.
La beta para consumidores se lanzó junto a la versión beta de Windows 8 para consumidores (Consumer Preview) el 29 de febrero de 2012. A diferencia de la Developer Preview, la Consumer Preview de Windows Server 2012 se lanzó para el público en general. La versión candidata para lanzamiento (Release Candidate o RC) de Windows Server 2012 se lanzó el 31 de mayo de 2012, junto con la versión RC de Windows 8 Release Preview. La última versión lista para fabricación (RTM) se lanzó el 1 de agosto de 2012 y estuvo a disposición general el 4 de septiembre de 2012. Algunos estudiantes que pasaran ciertos prerrequisitos también pudieron descargarse Windows Server 2012 usando DreamSpark.

## Características
Windows Server 2012 incluye nuevas características y cambios en características ya presentes en su antecesor Windows Server 2008 R2.

### Opciones de instalación
A diferencia de su predecesor, Windows Server 2012 puede alternar entre una instalación Server Core —una opción que consta únicamente de una interfaz de línea de comandos— y una instalación Server Core with a GUI —una opción de instalación completa con una interfaz gráfica de usuario— sin necesidad de una reinstalación total. Entre estas, Server Core es la configuración recomendada. También hay una nueva tercera opción de instalación, que admite la Consola de Administración de Microsoft (MMC) y el Server Manager para ejecutar, pero sin Windows Explorer o las otras partes normales del escritorio.

«Windows Server 2012 supports full-server, minimal-interface, and Server Core installations. Full-server installations, also referred to as Server With A GUI Installations, have the Graphical Management Tools And Infrastructure and Server Graphical Shell features (which are part of the User And Infrastructure feature) and the WoW64 Support  ramework installed. Minimal-interface installations, also referred to as Server With Minimal Interface Installations, are full-server installations with the Server Graphical Shell removed. Server Core installations have a limited user interface and do not include any of the User Interfaces And Infrastructure features or the WoW64 Support framework».

### Interfaz de usuario
El Administrador de Servidores se ha rediseñado buscando una gestión más sencilla de múltiples servidores.
Al igual que Windows 8, emplea la interfaz Modern UI (antes Metro UI), excepto cuando se instala en modo Server Core.
En esta versión Windows PowerShell incluye más de 2300 commandlets (comandos de PowerShell), muchos más comparados con los cerca de 200 de la versión anterior. Incluso tiene auto-completado de comandos.

### Administrador de tareas
Windows 8 y  Windows Server 2012 incluyen una nueva forma de ver gotas del Administrador de Tareas junto con la versión anterior. En esta edición las solapas están ocultas por defecto, mostrando solamente un cuadro con las aplicaciones abiertas. En la solapa «Procesos», los procesos se muestran en varios tonos de mama
cess Memory: memoria de acceso aleatorio), disco, ethernet y, si corresponde, red inalámbrica, con gráficos para cada una. La solapa de CPU ya no muestra por defecto un gráfico individual para cada procesador del sistema; en su lugar, puede mostrar datos de cada nodo NUMA. Al mostrar datos de cada procesador lógico en máquinas con más de 64 procesadores lógicos, la solapa «CPU» ahora muestra porcentajes de utilización sobre una cuadrícula indicando el uso con tonos de azul. Nuevamente en este caso, los tonos más oscuros indican un mayor uso de recursos. Al pasar el cursor sobre la casilla que representa cada procesador en la cuadrícula se muestra el nodo NUMA node de ese procesador y su identificador, si corresponde. Adicionalmente, se agregó la nueva solapa «Inicio», donde se muestra una lista de las aplicaciones que se inician con el sistema. El nuevo administrador de tareas reconoce cuando una aplicación WinRT entra en estado suspendido.

### IP address management (IPAM)
Windows Server 2012 tiene una función de administración de direcciones IP (IPAM) para la búsqueda, monitoreo, auditoría y administración del espacio de direcciones IP usados en una red corporativa. IPAM provee monitoreo y gestión de servidores bajo DHCP (Dynamic Host Configuration Protocol) y DNS (Domain Name Service). IPAM incluye componentes para:
- Gestión, reporte y espacio de visualización de direcciones IP personalizadas: La pantalla de seguimiento de las direcciones IP es altamente personalizable y detallada, y se encuentran disponibles los datos de utilización. Los espacios de direcciones IPv4 e IPv6 están organizados en bloques de direcciones IP, en rangos de direcciones IP, y en direcciones IP individualizadas. Las direcciones IP son asignadas en campos incorporados o en campos definidos por el usuario, que pueden ser usados para organizar el espacio de direcciones IP en grupos ordenados lógica y jerárquicamente.
- Auditoría de cambios en la configuración del servidor y seguimiento del uso de direcciones IP: Los eventos operativos se muestran por el servidor de IPAM y administrados servidores DHCP. IPAM también permite el seguimiento de dirección IP mediante eventos de concesión DHCP y eventos de inicio de sesión de usuario, obtenidos desde Network Policy Server (NPS), controladores de dominio y de servidores DHCP. El seguimiento está disponible por dirección IP, ID de cliente, nombre de host o nombre de usuario.
- Monitoreo y manejo de servicios DHCP y DNS: IPAM permite el control automatizado de la disponibilidad de servicio para servidores DHCP y DNS Microsoft a través de la red. Se muestra la "salud" de la zona DNS , y también está disponible una gestión detallada del alcance del servidor DCHP mediante la consola IPAM.

Los protocolos IPv4 e IPv6 son soportados en su totalidad.

### Active Directory
Windows Server 2012 tiene una serie de cambios en Active Directory respecto a la versión que se incluye con Windows Server 2008 R2. El asistente de instalación de los Servicios de Dominio de Active Directory se ha reemplazado por una nueva sección en el Administrador de Servidores, y el Centro Administrativo de Active Directory se ha mejorado. Se ha agregado una interfaz gráfica de usuario a la Papelera de Reciclaje de Active Directory. Las directivas de contraseñas pueden diferir dentro del mismo dominio con mayor facilidad. Active Directory en Windows Server 2012 ahora tiene en cuenta cualquier cambio resultante de una virtualización, y los controladores de dominio virtualizados se pueden clonar con seguridad. Las actualizaciones del nivel funcional del dominio a Windows Server 2012 se simplificaron; pueden realizarse en el Administrador de Servidores en su totalidad. Ya no se requiere descargar los Servicios de Federación de Active Directory cuando se instala como rol, y se han introducido reclamaciones sobre lo que pueden utilizar los Servicios de Federación de Active Directory en un token de Kerberos. Los comandos de Powershell usados por el Centro Administrativo de Active Directory pueden ser visualizados en un "Visor de historial de Powershell".

### Hyper-V
Windows Server 2012, junto con Windows 8, incluye una nueva versión de Hyper-V, presentada en el evento Microsoft BUILD. Entre las características añadidas a Hyper-V se incluyen la virtualización de redes, multi-tenancy, piscinas de recursos de almacenamiento, conectividad cross-premise, y copias de seguridad en la nube. Además, muchas de las antiguas restricciones en consumo de recursos se han visto levantadas. En esta versión de Hyper-V, cada máquina virtual puede acceder hasta 64 procesadores virtuales, hasta 1 terabyte de memoria, y hasta 64 terabytes de espacio virtual de disco por cada disco duro virtual, provisto por el formato de disco duro virtual .vhdx. Pueden estar activas por anfitrión hasta 1024 máquinas virtuales, y pueden estar activos hasta 8000 por clúster de conmutación por error. La versión de Hyper-V que se incluye con la versión cliente de Windows 8 requiere un procesador compatible con SLAT, para que SLAT sea encendido, mientras que la versión en Windows Server 2012 solo lo requiere si la función RemoteFX está instalada.

### ReFS
ReFS (Resilient File System,  originalmente con nombre en código «Protogon») es un nuevo sistema de archivos en Windows Server 2012 inicialmente previsto para servidores de archivos que mejora en NTFS. El sistema presenta limitaciones frente a su predecesor, como se detalla más adelante, pero también novedades en varios campos.

#### Principales novedades
Mejora de la fiabilidad de las estructuras en discoReFS utiliza árboles B+ para todas las estructuras en disco incluyendo metadatos y los datos de los archivos. El tamaño de archivo, el tamaño total de volumen, el número de archivos en un directorio y el número de directorios en un volumen están limitados a números de 64 bits, lo que se traduce en un tamaño máximo de archivo de 16 exbibytes, un tamaño máximo de volumen de 1 yobibyte (con clústeres de 64 KiB), que permite gran escalabilidad prácticamente sin límites en el tamaño de archivos y directorios (las restricciones de hardware siguen aplicando). Los metadatos y los archivos son organizados en tablas, de manera similar a una base de datos relacional. El espacio libre se cuenta mediante un asignador jerárquico que comprende tres tablas separadas para trozos grandes, medianos y pequeños. Los nombres de archivo y las rutas de acceso de archivo están limitados a una cadena de texto Unicode de 32 KiB.
Capacidad de resiliencia incorporadaReFS emplea estrategia de actualización de metadatos de asignación en escritura, que asigna los nuevos bloques para transacción de actualización y utiliza lotes grandes de entrada y salida (IO). Todos los metadatos de ReFS tienen sumas de verificación de 64 bits incorporadas, que son almacenadas de forma independiente. Los datos de los archivos opcionalmente pueden tener una suma de verificación en una «corriente de integridad» separada, en cuyo caso la estrategia de actualización de archivo también implementa asignación en escritura; esto es controlado por un nuevo atributo «integridad» aplicable a archivos y directorios. Si los datos de archivo o los metadatos resultaron dañados, el archivo puede ser eliminado sin tener que desmontar el volumen por mantenimiento, y así restaurarlos desde una copia de seguridad. Con la resiliencia incorporada, los administradores no necesitan ejecutar periódicamente herramientas de comprobación de errores en el sistema de archivos (como CHKDSK) en los volúmenes con sistemas de archivos ReFS.
Compatibilidad con las APIs y tecnologías existentesReFS no requiere de nuevas APIs de sistema y la mayoría de los filtros de sistema de archivos continuarán trabajando con volúmenes ReFS. ReFS soporta muchas características existentes de Windows y NTFS, como el cifrado BitLocker, Listas de Control de Acceso, diario USN, notificaciones de cambio, enlaces simbólicos, puntos de unión, puntos de montaje, puntos de reanálisis, instantáneas de volumen, IDs de archivo y oplock. ReFS se integra adecuadamente con los «espacios de almacenamiento», una capa de virtualización de almacenamiento que permite la realización de espejos de datos (mirroring), así como compartir las agrupaciones de almacenamiento entre máquinas. Las características de resiliencia de ReFS mejora la función de duplicación (mirroring) provista por los espacios de almacenamiento, y puede detectar si las copias espejo de los archivos llegan a corromperse usando un proceso de depuración de datos en segundo plano, que periódicamente lee todas las copias espejos y verifica sus sumas de verificación, luego remplaza las copias dañadas por copias en buen estado de los archivos implicados.

#### Limitaciones de ReFS frente a NTFS
Algunas características de NTFS no son compatibles por ReFS, como los flujos de datos alternativos, identificadores de objetos, nombres cortos «8.3», compresión de archivos, cifrado a nivel de archivos, transacciones de datos de usuario, archivos dispersos, enlaces duros, atributos extendidos y cuotas de disco. Los archivos dispersos no eran soportados en Windows Server 2012 Preview, pero efectivamente son soportados por la versión RTM. ReFS no ofrece por sí mismo deduplicación de datos. Son reemplazados los discos dinámicos con volúmenes espejos o en bandas, con agrupaciones de almacenamiento con bandas o espejos, provistas por espacios de almacenamiento. Sin embargo, en Windows Server 2012 solo es soportada la corrección automatizada de errores en los espacios reflejados, y tampoco es soportado el arranque desde un volumen con formato ReFS.

### IIS 8.0
Windows Server 2012 incluye la versión 8.0 de Internet Information Services (IIS). Aunque esta versión no ha variado mucho respecto de su predecesora IIS 7.5, contiene nuevas características, tales como límites de uso de CPU para determinadas páginas web (también conocido como «CPU throttling»), administración centralizada de certificados SSL, y soporte mejorado de NUMA. En lo relativo a la seguridad, se añadió una característica para restricciones de IP dinámicas, así como un proceso cambiado para las restricciones en los intentos de inicio de sesión FTP que no excluye a los usuarios legítimos tan fácilmente. Además se agregó una opción de indicación de nombre de servidor, diseñada para permitir a las cabeceras alojadas y certificados SSL que compartan la misma dirección IP.

### Escalabilidad
Windows Server 2012 admite las siguientes especificaciones máximas de hardware. Windows Server 2012 mejora respecto de su predecesor Windows Server 2008 R2:
| Especificación                                                              | Windows Server 2012 | Windows Server 2008 R2 |
| --------------------------------------------------------------------------- | ------------------- | ---------------------- |
| Procesadores físicos                                                        | 64                  | 64                     |
| Procesadores lógicos cuando Hyper-V es deshabilitado                        | 640                 | 256                    |
| Procesadores lógicos cuando Hyper-V es habilitado                           | 320                 | 64                     |
| Memoria                                                                     | 4 TB                | 2 TB                   |
| Nodos de conmutación por error de clúster (en cualquier clúster individual) | 64                  | 16                     |

## Requisitos de sistema
Según Microsoft, Windows Server 2012 solo se ejecuta en procesadores x64, y ha indicado que Windows Server 2012 no soportará los procesadores de 32-bit (IA-32) o Itanium (IA-64).
Los mínimos requerimientos de sistema para correr Windows Server 2012 son:
- Arquitectura de procesador: x64 (64 bit)
- Procesador: 1,4 GHz
- Memoria RAM: 512 MiB
- Espacio libre en disco duro: 32 GB (más si hay 16 GiB o más de RAM)
- DVD-ROM
- Monitor SVGA con resolución 800×600 o superior
- Teclado
- Mouse o dispositivo apuntador compatible

Además, para añadir el rol de Hyper-V a Windows Server 2012, también se requiere que el procesador de 64 bit sea compatible con las instrucciones de virtualización AMD-V o Intel-VT y por lo menos 4 GiB de RAM para correr hasta cuatro máquinas virtuales. Si se planea usar cinco o más máquinas virtuales, deberá contemplarse que será necesaria más memoria RAM.
Actualizaciones desde Windows Server 2008 y Windows Server 2008 R2 son compatibles, aunque las actualizaciones desde versiones anteriores no serán compatibles.

## Ediciones
Windows Server 2012, a diferencia de Windows Server 2008 R2, solo tiene cuatro ediciones: Foundation, Essentials, Standard y Datacenter.
| Especificaciones                                  | Foundation                                               | Essentials                                                                      | Standard                                | Datacenter                      |
| ------------------------------------------------- | -------------------------------------------------------- | ------------------------------------------------------------------------------- | --------------------------------------- | ------------------------------- |
| Distribución                                      | Solo OEM                                                 | Retail, licenciamiento por volumen, OEM                                         | Retail, licenciamiento por volumen, OEM | Licenciamiento por volumen, OEM |
| Modelo de licenciamiento                          | Por servidor                                             | Por servidor                                                                    | Por CPU + CAL                           | Por CPU + CAL                   |
| Precio                                            | —                                                        | USD 501                                                                         | USD 882                                 | USD 4 809                       |
| Límite de chips de procesador                     | 1                                                        | 2                                                                               | 64                                      | 64                              |
| Límite de usuarios                                | Parcial: 15                                              | Parcial: 25                                                                     | Sin límite                              | Sin límite                      |
| Límite de servicios de archivos                   | Parcial: Una raíz DFS autónoma                           | Parcial: Una raíz DFS autónoma                                                  | Sin límite                              | Sin límite                      |
| Políticas de Red y límites de Servicios de Acceso | Parcial: 50 conexiones RRAS y 10 conexiones IAS          | Parcial: 250 conexiones RRAS, 50 conexiones IAS, and 2 grupos de servidores IAS | Sin límite                              | Sin límite                      |
| Límites de Servicios de Escritorio Remoto         | Parcial: 20 conexiones de Servicios de Escritorio Remoto | No                                                                              | Sin límite                              | Sin límite                      |
| Permisos de Virtualización                        | —                                                        | Parcial: Una máquina virtual o un servidor físico, pero no los dos a la vez     | Parcial: 2 máquinas virtuales           | Sin límite                      |
| Rol DHCP                                          | Sí                                                       | Sí                                                                              | Sí                                      | Sí                              |
| Rol DNS server                                    | Sí                                                       | Sí                                                                              | Sí                                      | Sí                              |
| Rol Servidor de Fax                               | Sí                                                       | Sí                                                                              | Sí                                      | Sí                              |
| Servicios UDDI                                    | Sí                                                       | Sí                                                                              | Sí                                      | Sí                              |
| Servicios de Impresión y Documentación            | Sí                                                       | Sí                                                                              | Sí                                      | Sí                              |
| Servicios Web (Internet Information Services)     | Sí                                                       | Sí                                                                              | Sí                                      | Sí                              |
| Windows Deployment Services                       | Sí                                                       | Sí                                                                              | Sí                                      | Sí                              |
| Windows Server Update Services                    | Sí                                                       | Sí                                                                              | Sí                                      | Sí                              |
| Active Directory Lightweight Directory Services   | Sí                                                       | Sí                                                                              | Sí                                      | Sí                              |
| Active Directory Rights Management Services       | Sí                                                       | Sí                                                                              | Sí                                      | Sí                              |
| Rol Aplicación de Servidor                        | Sí                                                       | Sí                                                                              | Sí                                      | Sí                              |
| Server Manager                                    | Sí                                                       | Sí                                                                              | Sí                                      | Sí                              |
| Windows Powershell                                | Sí                                                       | Sí                                                                              | Sí                                      | Sí                              |
| Active Directory Domain Services                  | Parcial: Debe ser la raíz de bosque y dominio            | Sí                                                                              | Sí                                      | Sí                              |
| Active Directory Certificate Services             | Parcial: Solamente Autoridades de Certificación          | Parcial: Solamente Autoridades de Certificación                                 | Sí                                      | Sí                              |
| Active Directory Federation Services              | Sí                                                       | Sí                                                                              | Sí                                      | Sí                              |
| Modo Server Core                                  | No                                                       | No                                                                              | Sí                                      | Sí                              |
| Hyper V                                           | No                                                       | Sí                                                                              | Sí                                      | Sí                              |

## Recepción
Las críticas a Windows Server 2012 en general han sido positivas. Simon Bisson de ZDNet lo describió como «listo para el centro de datos», mientras que Tim Anderson de The Register dijo que «el movimiento hacia una mayor modularidad, automatización más fuerte y una mejor virtualización tienen mucho sentido en un mundo de nubes públicas y privadas», pero remarcó que «dicho esto, la capacidad de Windows para suministrar errores oscuros y el tiempo que consumen esos errores no han cambiado», y concluye que «no obstante, se trata de una fuerte mejora en general». InfoWorld señaló que Windows Server 2012 tiene la interfaz Metro UI, que había dado lugar a críticas mixtas sobre Windows 8, pero mencionó que «Microsoft está empujando más para que una instalación sin GUI que para una pantalla basada en Metro UI», en referencia a la opción de instalación mejorada de Server Core y las mejoras en Windows PowerShell. Sin embargo, Michael Otey de Windows IT Pro expresó su disgusto por la nueva interfaz Metro y la falta de capacidad para usar la interfaz de escritorio anterior por sí sola, diciendo que la mayoría de los usuarios de Windows Server administran sus servidores mediante la interfaz gráfica de usuario en lugar de PowerShell. La compañía australiana de construcción Kennards encontró al sistema operativo estable.
Paul Ferrill escribió que «Windows Server 2012 Essentials ofrece todas las herramientas necesarias proporcionar un almacenamiento centralizado de archivos, copias de seguridad de los clientes y acceso remoto», pero Tim Anderson sostuvo que «muchas empresas que están usando SBS2011 y anteriores querrán seguir con lo que tienen», citando la ausencia de Exchange, la falta de capacidad de sincronización con los Servicios de federación de Active Directory y el límite de 25 usuarios, mientras que Paul Thurott escribió que «deberías elegir Foundation solamente si tienes al menos en la empresa algún personal de IT o si están en una administración de subcontratación con un socio de Microsoft o un proveedor de soluciones» y «Essentials es, en mi opinión, ideal para cualquier puesta en marcha moderna de sólo unas pocas personas».

## Comparación con otras plataformas
| Sistema operativo                           | Windows Server 2012                                              | Ubuntu Server | RHEL | FreeBSD                                                          | OpenBSD                                                                     | OS X Server                                             | AIX                                                     | HP-UX                                |
| ------------------------------------------- | ---------------------------------------------------------------- | --- | --- | ---------------------------------------------------------------- | --------------------------------------------------------------------------- | ------------------------------------------------------- | ------------------------------------------------------- | ------------------------------------ |
| Desarrollador                               | Microsoft                                                        | Canonical Ltd. y Fundación Ubuntu                                                                                  | Red Hat | Proyecto FreeBSD                                                 | Proyecto OpenBSD                                                            | Apple Inc.                                              | IBM                                                     | Hewlett-Packard                      |
| Costo                                       | $501 USD (Essentials) $882 USD (Standard) $4809 USD (Datacenter) | Gratuito Soporte técnico $750 USD y $1200 USD                                                                      | ? | Gratuito                                                         | Gratuito                                                                    | $19,99 (paquete adicional a OS X) $499 USD              | Incluido con el hardware                                | $400 USD                             |
| Licencia                                    | Propietaria: Microsoft CLUF                                      | Libre: GPL y otras                                                                                                 | Libre: GPL y componentes propietarios                                                                              | Libre: Licencia BSD, Licencia FreeBSD                            | Libre: Licencia BSD, Licencia ISC                                           | Propietaria: Apple CLUF                                 | Propietaria                                             | Propietaria                          |
| Arquitecturas de procesador soportadas      | x64                                                              | x86, x86-64, ARM                                                                                                   | x86, x86-64, Power, ESA/390, z/Architecture                                                                        | x86, x86-64, DEC Alpha, ARM, SPARC64, IA-64, PowerPC, MIPS       | 68000, Alpha, x86-64, i386, MIPS, PowerPC, SPARC 32/64, VAX, Zaurus y otras | x86-64                                                  | ROMP, IBM POWER, PowerPC, IBM PS/2, System/370, ESA/390 | PA-RISC, IA-64                       |
| Sistemas de archivos soportados por defecto | ReFS, NTFS, FAT 12/16/32, ExFAT, ISO 9660, UDF                   | ext2, ext3, ext4, btrfs, FAT 12/16/32, ReiserFS, ISO 9660, UDF, NFS, HFS, HFS+, NTFS, HPFS, FFS, XFS, JFS, y otros | ext2, ext3, ext4, btrfs, FAT 12/16/32, ReiserFS, ISO 9660, UDF, NFS, HFS, HFS+, NTFS, HPFS, FFS, XFS, JFS, y otros | UFS 1/2, FAT 12/16/32, HPFS, FFS, ext2, ext3, ZFS, UDF, ISO 9660 | FFS, ext2, FAT, ISO 9660, NFS, otros                                        | HFS+, HFS, MFS, ISO 9660, FAT 12/16/32, UDF, ExFAT, FFS | JFS, JFS2, ISO 9660, UDF, NFS, SMBFS, GPFS              | VxFS, HFS, ISO 9660, UDF, NFS, SMBFS |
| Memoria RAM mínima y máxima soportada       | Min. 512 MiB Max. 4 TiB                                          | Min. 128 MiB Max. ?                                                                                                | Min. 1 GiB Máx. 1 TiB (teórico)                                                                                    | Min. 24 MiB Max. ?                                               | Min. 128 MiB Max. ?                                                         | Min. 2 GiB Max. ?                                       | ?                                                       | Min. 1,5 GiB Max. 4 TiB              |
| Almacenamiento mínimo requerido             | 32 GB                                                            | 1 GB | 4 GB | 150 MB                                                           | 1 GB                                                                        | 10 GB                                                   | ?                                                       | 20 GB                                |
| Máximo de CPU físicas                       | 64                                                               | ? | 64 | ?                                                                | ?                                                                           | ?                                                       | ?                                                       | ?                                    |
| Reloj de CPU mínimo                         | 1,4 GHz                                                          | 300 MHz | 2 GHz | ?                                                                | 100 MHz                                                                     | ?                                                       | ?                                                       | ?                                    |

## Windows Server 2012 R2
Una secuela de Windows Server 2012, llamada Windows Server 2012 R2 basado en Windows 8.1 , se lanzó en su versión de distribución a fabricantes el 27 de agosto de 2013 y estuvo disponible de forma generalizada el 18 de octubre de 2013 por Microsoft. En abril de 2014 se lanzó un service pack, formalmente denominado "Windows Server 2012 R2 Update". Windows Server 2012 R2 se basó en Windows NT 6.3 y se ejecuta solo en procesadores x86-64 (64-bit).